# Florin Bucescu

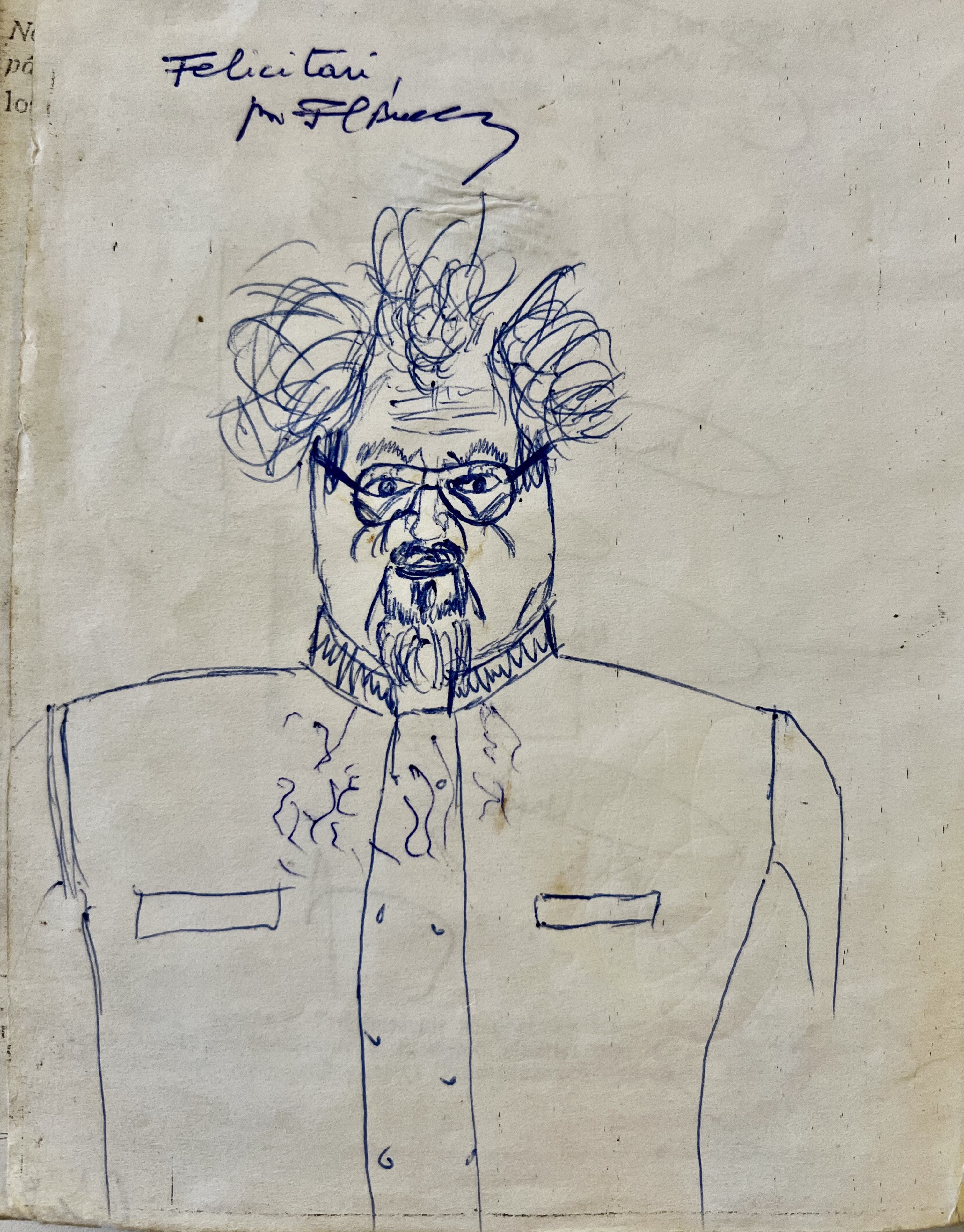
Caricatură cu Florin Bucescu, realizată de Nicolae Hulpoi, un elev de-al său, în anul 1997, în timpul unei ore de muzică psaltică.

Florin Bucescu (n. 18 mai 1936, Broscăuții Noi, Cernăuți, Cernăuți, Ucraina – d. 21 septembrie 2019, Iași, România) a fost un etnomuzicolog, bizantinolog și paleograf român. Este cunoscut în special ca fiind membru fondator al Arhivei de Folclor a Moldovei și Bucovinei.

## Origini
S-a născut la Broscăuții Noi, județul interbelic Storojineț (în prezent, în Ucraina), fiind fiul lui Casian (preot) și al Eufrosinei Bucescu.

## Educație
A urmat studiile la Liceul „Eudoxiu Hurmuzachi” din Rădăuți, Institutul Teologic din București (1953-1957) și Conservatorului de Muzică „George Enescu” din Iași (1962-1967). În 2002 a obținut titlul de doctor cu teza „Cântarea psaltică în manuscrisele moldovenești din secolul al XIX-lea” la Universitatea Națională de Muzică București.

## Activitate
Ca educator în învățământul preuniversitar, a activat ca profesor de limba română, istorie și muzică la Iaslovăț (1690-1963), profesor de muzică la Liceul Internat „Costache Negruzzi” din Iași (1967-1991), profesor de muzică vocală la Școala Normală „Vasile Lupu” din Iași (1991-1994) și cadru didactic la Seminarul Teologic „Vasile cel Mare” din Iași (1995 - 2005). În învățământul superior a fost lector (1990-1991) la Institutul Teologic din Iași, colaborator extern (1978-1986) și apoi conferențiar (din 1995) la Universitatea Națională de Arte „George Enescu” din Iași. A fost fondator (1992) și conducător (1992-2008) al Specializării „Muzică religioasă” de la Facultatea de Compoziție, Muzicologie, Pedagogie muzicală și Teatru a Universității de „Arte George Enescu” , precum și al modulului de Muzică religioasă de la aceeași instituție. În 1997 a fost numit preot suplinitor la Parohia „Nașterea Maicii Domnului” Talpalari – Iași. Între 1996 și 2008 a fost dirijor al corului Basileus al Seminarului teologic ortodox „Sfântul Vasile cel Mare” din Iași.
Activitatea sa de cercetare, redactare și publicare a fost dedicată, printre altele, studiilor de etnomuzicologie, muzică religioasă, interpretare muzicală, bizantinologie și paleografie. A monografiat jocurile din Moldova din cea de-a doua jumătate a secolului al XX-lea, precum și folclorul anumitor genuri și zone folclorice din Moldova și Bucovina.